# Zhaojue
Zhaojue (en chino, 昭觉; pinyin, Zhāojué, en nuosu, ꏪꐦ; romanizado, juo jjop) es un condado bajo la administración directa de la Prefectura Liangshan. Se ubica en la provincia de Sichuan, centro-sur de la República Popular China. Su área es de 2700 km² y su población total para 2010 superó los 250 mil habitantes.

## Administración
Desde julio de 2020, el Condado Zhaojue se divide en 20 pueblos que se administran en 11  poblados y 9 villas.

## Toponimia
El topónimo Zhaojue es la transliteración china de su nombre nuosu  ' juo jjop' que significa "llanura de águilas", originalmente fue llevado al chino como Jiaojiao (交脚).